# T-Squad
T-Squad (formado como The Truth Squad) é um grupo de hip hop americano. O grupo é formado por Booboo Stewart, Jade Gilley, Miki Ishikawa, e Taylor McKinney.

## Discografia

### Álbuns
- 2007:T-Squad

### Compilações
- 2006: Radio Disney Party Jams

### Singles
| Ano  | Título                         | Rádio Disney | Álbum   |
| ---- | ------------------------------ | ------------ | ------- |
| 2007 | "Graduation (Friends Forever)" | 11           | T-Squad |
| 2007 | "Vertical"                     | 29           | T-Squad |
| 2007 | "Flip"                         | 35           | T-Squad |
| 2007 | "The Second Star to the Right" | 21           | T-Squad |
| 2007 | "No Sleep 'Til Summertime"     | 40           | T-Squad |
| 2008 | "The Journey's Just Begun"     | TBA          |         |